# Sadd-e Kows̄ar
Sadd-e Kows̄ar (persiska: سد کوثر) är en dammbyggnad i Iran.   Den ligger i provinsen Golestan, i den norra delen av landet, 300 km öster om huvudstaden Teheran. Sadd-e Kows̄ar ligger 239 meter över havet.
Terrängen runt Sadd-e Kows̄ar är varierad.Runt Sadd-e Kows̄ar är det ganska tätbefolkat, med 207 invånare per kvadratkilometer. Närmaste större samhälle är Gorgan, 10,0 km väster om Sadd-e Kows̄ar. I omgivningarna runt Sadd-e Kows̄ar växer i huvudsak blandskog.